# DVD+RW

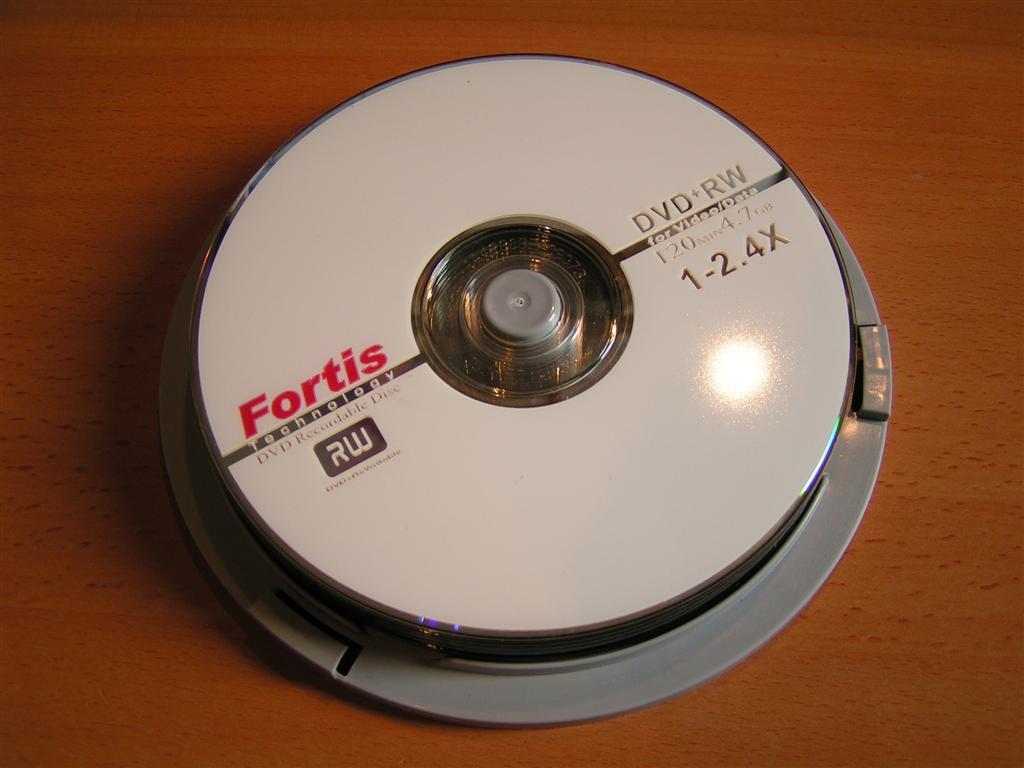
DVD+RW

DVD+RW je fyzický formát pro přepisovatelné DVD, může pojmout až 4,7 GB. DVD+RW byl vytvořen průmyslovým konsorciem výrobců disku DVD+RW Alliance. Z podnikatelského hlediska byl DVD+RW formát vytvořen především, aby se vyhnuli placení licenčních poplatků společnosti Forum DVD (výrobce DVD-RW formátu). Dále DVD+RW podporuje způsob zápisu tzv. „bezeztrátového propojení", které je vhodné pro náhodný přístup k libovolné části disku (anglicky random access) a zlepšuje kompatibilitu s DVD přehrávači.
DVD+RW musí být před nahráváním pomocí DVD rekordéru naformátováno.
Formát DVD+RW byl vyvinut dříve než nepřepisovatelný formát DVD+R (u formátů DVD-R/RW to bylo opačně). V roce 2001 byla zvýšena kapacita disku z 2,8 GB na 4,7 GB.

## Technické podrobnosti
Záznamové vrstvy na DVD+RW a DVD-RW jsou kovové slitiny (často GeSbTe), jejíž krystalická a amorfní fáze má různou odrazivost. Stav lze přepnout v závislosti na výkonu laseru, tak, že data mohou být zapsána, čtena, vymazána a přepsána. DVD-R a DVD+R disky používají přirozené spektrum barev.
Kapacita jednovrstvého disku je 4,7×109 bytů. Ve skutečnosti je na disku vymezeno 2295104 sektorů po 2048 bytech, což je celkem 4 700 372 992 bytů, tj. 4 590 208 KiB, 4482,625 MiB nebo 4,377563476 GiB.

## Dvouvrstvé
Dvouvrstvá specifikace Dual-layer DVD+RW byla schválena v březnu 2006 a měla kapacitu 8,5 GB. Výroba přepisovatelných dvouvrstvých disků se však neuskutečnila kvůli nákladům a očekávané konkurenci novějších formátů jako bylo HD DVD a Blu-ray s kapacitou až 25 GB v jedné vrstvě.